# کیم اون جو (بازیکن فوتبال، زاده ۱۹۹۲)
کیم اون جو (انگلیسی: Kim Un-ju؛ زادهٔ ۶ ژوئن ۱۹۹۲) بازیکن فوتبال اهل کره شمالی است.
از باشگاه‌هایی که در آن بازی کرده‌است می‌توان به اشاره کرد.
وی همچنین در تیم‌های ملی فوتبال North Korea women's national under-17 football team, North Korea women's national under-20 football team، و زنان کره شمالی بازی کرده‌است.